# Pseudilema ochracea
Pseudilema ochracea là một loài bướm đêm thuộc phân họ Arctiinae, họ Erebidae.